# Carboxylatgruppe

Carboxylatgruppe. R ist ein Wasserstoffatom oder ein organischer Rest (Alkyl- oder Arylgruppe).

Als Carboxylatgruppe oder Carboxyatgruppe bezeichnet man in der organischen Chemie eine deprotonierte Carboxygruppe (R-COO−). Sie wird bei der Neutralisation von Carbonsäuren durch Laugen gebildet, indem in wässriger Lösung das Hydroxidion ein Proton von der Carboxygruppe übernimmt:
{\displaystyle \mathrm {R{-}COOH\ +\ OH^{-}\longrightarrow \ R{-}COO^{-}\ +\ H_{2}O} }
In wässrigen Lösungen von Carbonsäuren gibt nur ein kleiner Anteil der gelösten Säuremoleküle das Proton ihrer Carboxygruppe an ein Wassermolekül ab:
{\displaystyle \mathrm {R{-}COOH\ +\ H_{2}O\longrightarrow \ R{-}COO^{-}\ +\ H_{3}O^{+}} }
So gibt z. B. jedes hundertste Essigsäure-Molekül in verdünntem Essig sein Proton ab, so dass nur ein Prozent der Carboxygruppen in die Carboxylatgruppen der Acetat-Ionen übergehen (partielle Protolyse). Mit zunehmender Verdünnung erhöht sich auch der Dissoziationsgrad. Dieser Zusammenhang wird durch das Ostwaldsche Verdünnungsgesetz beschrieben.
In der Carboxylatgruppe ist die negative Ladung auf Grund der Mesomerie gleichmäßig über die beiden Sauerstoffatome verteilt (delokalisiert). Das C-Atom liegt im sp2-hybridisierten Zustand vor, so dass die Carboxylatgruppe achsensymmetrisch und planar gebaut ist. Die drei Bindungen des Kohlenstoff-Atoms bilden Bindungswinkel von annähernd 120°.
Sind sie an Polymere gebunden spricht man von Polycarboxylaten. Diese finden Verwendung in Enthärtern, Fällungsmitteln und als Fließmittel in Beton.